# Jogos Paralímpicos de Verão de 1980
As Paraolímpiadas de Verão de 1980 foram os 6ºs Jogos Paraolímpicos a realizarem-se. Tiveram lugar em Arnhem, Holanda.

## Desportos
Os atletas foram divididos em 4 categorias de deficiências: amputados, paralisados cerebrais, deficientes visuais, e cadeira de rodas. Foi a primeira vez que os atletas com paralisia cerebral competiram nas Paraolímpiadas. O Voleibol foi adicionado ao programa como novo desporto.
- Atletismo
- Basquetebol
- Esgrima
- Goalball
- Halterofilismo
- Lawn bowls
- Lutas
- Natação
- Tênis de mesa
- Tiro com Arco
- Tiro com Dardo
- Tiro
- Voleibol

## Tabela de Medalhas
| Ordem | País               | Medalha de ouro | Medalha de prata | Medalha de bronze |     |
| ----- | ------------------ | --------------- | ---------------- | ----------------- | --- |
| 1     | Estados Unidos     | 75              | 66               | 54                | 195 |
| 2     | Polónia            | 75              | 50               | 52                | 177 |
| 3     | Alemanha Ocidental | 67              | 48               | 46                | 161 |
| 4     | Canadá             | 64              | 35               | 31                | 130 |
| 5     | Reino Unido        | 47              | 32               | 20                | 99  |
| 6     | Países Baixos      | 33              | 31               | 36                | 100 |
| 7     | Suécia             | 30              | 36               | 24                | 90  |
| 8     | França             | 28              | 26               | 31                | 85  |
| 9     | México             | 20              | 16               | 6                 | 42  |
| 10    | Noruega            | 15              | 12               | 7                 | 34  |
| 11    | Áustria            | 14              | 23               | 8                 | 45  |
| 12    | Israel             | 13              | 18               | 15                | 46  |
| 13    | Bélgica            | 13              | 11               | 17                | 41  |
| 14    | Austrália          | 12              | 21               | 17                | 55  |
| 15    | Suíça              | 9               | 10               | 10                | 29  |
| 16    | Japão              | 9               | 10               | 7                 | 26  |
| 17    | Finlândia          | 7               | 19               | 13                | 39  |
| 18    | Jamaica            | 7               | 7                | 5                 | 19  |
| 19    | Nova Zelândia      | 7               | 5                | 6                 | 18  |
| 20    | Itália             | 6               | 5                | 9                 | 20  |
| 21    | Dinamarca          | 6               | 4                | 7                 | 17  |
| 22    | Egito              | 4               | 7                | 3                 | 14  |
| 23    | Iugoslávia         | 4               | 5                | 9                 | 18  |
| 24    | Argentina          | 4               | 5                | 6                 | 15  |
| 25    | Irlanda            | 4               | 2                | 11                | 17  |
| 26    | Coreia do Sul      | 2               | 2                | 1                 | 5   |
| 27    | Kuwait             | 2               | 2                | 1                 | 5   |
| 28    | Indonésia          | 2               | 0                | 4                 | 6   |
| 29    | Espanha            | 1               | 13               | 9                 | 23  |
| 30    | Quênia             | 1               | 2                | 0                 | 3   |
| 31    | Colômbia           | 1               | 0                | 1                 | 2   |
| 32    | Islândia           | 1               | 0                | 1                 | 2   |
| 33    | Alemanha           | 1               | 0                | 0                 | 1   |
| 34    | Sudão              | 1               | 0                | 0                 | 1   |
| 35    | Zimbabwe           | 0               | 8                | 4                 | 12  |
| 36    | Bahamas            | 0               | 1                | 2                 | 3   |
| 37    | Hong Kong          | 0               | 1                | 2                 | 3   |
| 38    | Tchecoslováquia    | 0               | 1                | 1                 | 2   |
| 39    | Grécia             | 0               | 0                | 1                 | 1   |
| 40    | Luxemburgo         | 0               | 0                | 1                 | 1   |
| 41    | Malta              | 0               | 0                | 1                 | 1   |

## Delegações participantes
Quarenta e três delegações participaram nas Paraolimpíadas de Arnhem.
| - FRG Alemanha Ocidental - GDR Alemanha Oriental - ARG Argentina - AUS Austrália - AUT Áustria - BAH Bahamas - BEL Bélgica - BRA Brasil - CAN Canadá - TCH Checoslováquia - COL Colômbia - DEN Dinamarca - EGY Egito - ESP Espanha - USA Estados Unidos - ETH Etiópia - FIN Finlândia - FRA França - GRE Grécia - NED Países Baixos - HKG Hong Kong - ISL Islândia | - INA Indonésia - IRL Irlanda - ISR Israel - ITA Itália - JAM Jamaica - JPN Japão - YUG Iugoslávia - KEN Quênia - KOR Coreia do Sul - KUW Kuwait - LUX Luxemburgo - MLT Malta - MEX México - NZL Nova Zelândia - NOR Noruega - POL Polônia - GBR Grã-Bretanha - SUD Sudão - SWE Suécia - SUI Suíça - ZIM Zimbabwe |